# Gadingan (Sliyeg)
Gadingan is een bestuurslaag in het regentschap Indramayu van de provincie West-Java, Indonesië. Gadingan telt 5485 inwoners (volkstelling 2010).